# Af Chapmans långresor
af Chapmans långresor 1924–1934, som övningsskepp för svenska flottan. Resorna gick oftast till England, södra Europa, Medelhavet och norra Afrika.

## 1924
Första långresan. Fartygschef var kommendörkapten Gustaf Wester. Sekond var kapten Axel Bergman.
Färdväg
1. Karlskrona Avseglade 8 juli 1924
2. Helsingborg
3. Aberdeen, Skottland
4. Queenstown, Irland
5. Lyme bay, England
6. Spithead, England
7. Tor Bay, England
8. Göteborg
9. Karlskrona Anlöpte 25 september 1924

## 1925
Fartygschef var kommendörkapten Gustaf Wester. Sekond var kapten Sven Wallin.
Färdväg
1. Karlskrona
2. Stavanger, Norge
3. Lissabon, Portugal
4. Funchal, Madeira, Portugal
5. Plymouth, England
6. Karlskrona

## 1926
Fartygschef var kommendörkapten G. Wachtmeister. Sekond var kapten Sven Wallin.
Färdväg
1. Karlskrona Avseglade 12 maj 1926
2. Helsingör, Danmark
3. Dover, England
4. Alger, Algeriet
5. Gibraltar
6. Southampton, England
7. Malmö
8. Karlskrona Anlöpte 2 september 1926

## 1927
Fartygschef var kommendörkapten G. Wachtmeister. Sekond var kapten Karl Muhl (1886–1960).
Färdväg
1. Karlskrona Avseglade 12 maj 1927
2. Göteborg
3. Harwich, England
4. Casablanca, Marocko
5. Funchal, Madeira, Portugal
6. Tor Bay, England
7. Le Havre, Frankrike
8. Malmö
9. Karlskrona Anlöpte 3 september 1927

## 1928
Fartygschef var kommendörkapten Thorsten Flygare. Sekond var kapten Karl Muhl (1886–1960).
Färdväg
1. Karlskrona Avseglade 14 maj 1928
2. Cadiz, Spanien
3. Tunis, Tunisien
4. Neapel, Italien
5. Malaga, Spanien
6. Calais, Frankrike
7. Malmö
8. Karlskrona Anlöpte 22 september 1928

## 1929
Fartygschef var kommendörkapten Axel Bergman. Sekond var kapten Bengt Lindgren.
Färdväg
1. Karlskrona Avseglade 15 maj 1929
2. Falmouth, England
3. Lissabon, Portugal
4. Gibraltar
5. Sicilien, Italien
6. Tarragona, Spanien
7. Alcudia Bay, Mallorca, Spanien
8. Alger, Algeriet
9. Plymouth, England
10. Malmö Anlöpte 27 september 1929

## 1930
Fartygschef var kommendörkapten Axel Bergman. Sekond var kapten Knut Hamilton.
Färdväg
1. Karlskrona Avseglade 11 juni 1930
2. Dover, England
3. Gibraltar
4. Cartagena, Spanien
5. Genua, Italien
6. Alcudia Bay, Mallorca, Spanien
7. Oran, Algeriet
8. Gibraltar
9. Ostende, Belgien
10. Malmö
11. Karlskrona Anlöpte2 5 september 1930

## 1931
Fartygschef var kommendörkapten Axel Bergman. Sekond var kapten Bengt Lindgren.
Färdväg
1. Karlskrona Avseglade 6 maj 1931
2. Funchal, Madeira
3. Norfolk, England
4. Newport, Wales
5. Tor Bay, England
6. Le Havre, Frankrike
7. Karlskrona Anlöpte 23 september 1931

## 1932
Fartygschef var kommendörkapten Wilhelm Lilliehöök. Sekond var kapten Åke Grefberg (1888–1948).
Färdväg
1. Karlskrona Avseglade 11 maj 1932
2. Malaga, Spanien
3. Alger, Algeriet
4. Palermo, Sicilien, Italien
5. Alcudia Bay, Mallorca, Spanien
6. Casablanca, Marocko
7. Dover, England
8. Karlskrona Anlöpte 21 september 1932

## 1933
Fartygschef var kommendörkapten Sven Wallin. Sekond var kapten Gösta von Schoultz (1889–1970).
Färdväg
1. Karlskrona Avseglade 11 maj 1933
2. Lissabon, Portugal
3. Alcudia Bay, Mallorca, Spanien
4. Valencia, Spanien
5. Oran, Algeriet
6. Calais, Frankrike
7. Malmö
8. Karlskrona Anlöpte 14 september 1933

## 1934
Detta var hennes längsta långresa som gick till Västindien och USA. Totalt 3422 nm seglades.
Fartygschef var kommendörkapten Sven Wallin. Sekond var kapten Bertil Virgin (1887–1956). I Boston övertogs befälet av kommendörkapten Axel Bergman (1883-1955), då Wallin insjuknat.
Färdväg
1. Karlskrona Avseglade 6 maj 1934
2. Portsmouth, England
3. Casablanca, Marocko
4. San Juan, Puerto Rico
5. Boston, USA
6. Shotley, England
7. Malmö
8. Karlskrona Anlöpte 27 september 1934

## 1936
Fartygschef var kommendörkapten Einar Hauffman (1893–1960).
Färdväg
1. Karlskrona Avseglade 14 maj 1936
2. Espergærde, Danmark
3. Taarbeck, Danmark
4. Helsingborg
5. Fredrikshamn, Danmark
6. Malmö
7. Gdynia, Polen
8. Karlskrona Anlöpte 27 september 1936

## 1937
Sista långresan. Fartygschef var kommendörkapten Einar Hauffman (1893–1960).
Okänd färdväg.